# ملعب أولسان مونسو لكرة القدم
ملعب أولسان مونسو هو ملعب في مدينة أولسان الكورية الجنوبية. يعتبر الملعب الخاص بنادي أولسان هيونداي. تم بناء الملعب ما بين 1998 و2011 وقد كلف حوالي 116 مليون دولار أمريكي. استضاف بعض مباريات كأس العالم لكرة القدم 2002.

## وصلات خارجية
- الموقع الرسمي نسخة محفوظة 30 يوليو 2017 على موقع واي باك مشين. (بالكورية)
- الموقع الرسمي نادي أولسان هيونداي (بالكورية)